# 鳥海山麓線
鳥海山麓線（日语：／ Chōkai-Sanroku sen */?）是一條連結秋田縣由利本莊市的羽後本莊站至同市的矢島站，屬於由利高原鐵道的鐵路線。此線是繼承日本國有鐵道（國鐵）的特定地方交通線「矢島線」。全線通過由利本莊市內。

## 歷史
2015年11月3日，由川越工業高等學校的學生利用松下電器的EVOLTA乾電池作為動力打造的特別列車成功在前鄉站及矢島站間往返，並獲得金氏世界紀錄認證為「世界上由乾電池驅動的車輛在鐵軌上行駛的最長距離」。

## 路線資料
- 管轄（事業類別）：由利高原鐵道（第一種鐵道事業者）
- 路段（營業距離）：羽後本莊－矢島 23.0公里
- 軌距：1067毫米
- 最高速度：65公里/小時
- 站數：12個（包括起終點站）
- 複線路段：沒有（全線單線）
- 電氣化路段：沒有（全線非電氣化（日语：非電化））
- 閉塞方式：Staff閉塞式（羽後本莊－前鄉間）、Tablet閉塞式（前鄉－矢島間）

## 运行形态
一人运转的各站停车班次每天有14趟来回，间隔1-2小时。其中上午的一次往返是由名为「真心列车」（まごころ列車）运行的，乘务员会打扮成“秋田婆婆”的模样。所有列车都运行在全区间。由于前乡站的闭塞方式发生了变化，所以从同一站出发和到达时会更换电气路签。
日本国铁时代和现在不同，在矢岛站没有夜间停留。

## 设备
车站没有自动售票机，有人车站的车票都在售票窗口办理。

## 車站列表
- 所有車站都位於秋田縣由利本莊市。
- 軌道（全線單線） … ◇、∧：可列車交會，｜：不可列車交會

| 中文站名          | 日文站名 | 英文站名 | 站間距離 | 營業距離 | 接續路線                 | 軌道 |
| ----------------- | -------- | -------- | -------- | -------- | ------------------------ | ---- |
| 羽後本莊          |          |          | -        | 0.0      | 東日本旅客鐵道：羽越本線 | ｜   |
| 藥師堂            |          |          | 2.2      | 2.2      |                          | ｜   |
| 子吉              |          |          | 2.3      | 4.5      |                          | ｜   |
| 鮎川 （羽後鮎川） |          |          | 2.9      | 7.4      |                          | ｜   |
| 黑澤 （羽後黑澤） |          |          | 2.1      | 9.5      |                          | ｜   |
| *曲澤             |          |          | 0.8      | 10.3     |                          | ｜   |
| 前鄉              |          |          | 1.4      | 11.7     |                          | ◇    |
| *久保田           |          |          | 1.9      | 13.6     |                          | ｜   |
| 西瀧澤            |          |          | 2.1      | 15.7     |                          | ｜   |
| *吉澤             |          |          | 1.4      | 17.1     |                          | ｜   |
| 川邊 （羽後川邊） |          |          | 3.0      | 20.1     |                          | ｜   |
| 矢島 （羽後矢島） |          |          | 2.9      | 23.0     |                          | ｜   |

（）內是轉換前的舊站名。*的車站是轉換時（後）設置的新站

## 延伸閱讀
- 若林 宣 『羽後交通横荘線』ネコパブリッシング、2004年

## 外部連結
- 由利高原鐵道 （页面存档备份，存于）（日語）